# Seebach (Echtbach)
Der Seebach ist der etwas über einen Kilometer lange linke Oberlauf des Echtbachs im Landkreis Schwäbisch Hall im nördlichen Baden-Württemberg. Er entsteht im Waldgebiet um die Burgruine Neuberg am Rande des Gemeindegebietes von Frankenhardt und fließt nach etwa westlichem Lauf nahe dem Einzelhof Hilpert der Kleinstadt Vellberg von rechts mit dem rechten Hilpertsklingenbach zusammen.

## Geographie
Der Seebach entsteht auf etwa 445 m ü. NHN im Waldgewann Hengstnest unterhalb der Schlinge eines Schotterweges von der K 2665 her, der danach in einen Erdweg am Unterhang des Hackenbergs übergeht. Er fließt mit wenig Richtungswechsel westwärts. Etwa nach der Hälfte seines Laufs durchläuft er auf etwa 404 m ü. NHN einen weniger als 0,2 ha großen, hinter einem Damm mit Wirtschaftsweg auf der Krone angestauten Teich, über dem auf der rechten Höhe über dem Waldhang auf dem Neuberg-Sporn das heute unbewohnte Haus des Frankenhardter Wohnplatzes Neuberg dicht an der Burgruine Neuberg steht. Ab dem See begleitet rechtsseits am Unterhang ein Wirtschaftsweg den Bach. Von links läuft gleich nach dem Damm ein kurzes Gerinne aus einer Hangkerbe zu, wenig danach von derselben Seite ein 0,6 km langer Hangklingenbach, der auf etwa 480 m ü. NHN einer Quelle am oberen Hackenberg-Hang entspringt; um das Jahr 2010 war in einem Spätwinter seine untere Bachkerbe bis zum davon ein bis zwei Meter hoch angestauten Seebach selbst hinab mit abgerutschtem Erdreich abschnittsweise verschüttet. Bald danach wechselt der Seebach aus dem Wald in das Flurgewann Seewiesen. Zuletzt fließt er auf etwa 382 m ü. NHN mit dem Hilpertsklingenbach zum Echtbach zusammen.
Der Seebach ist 1,2 km lang, fällt auf dieser Strecke um etwa 63 Höhenmeter und hat ein mittleres Sohlgefälle von etwa 51 ‰. Er ist bis etwa 1,5 m breit und hat wenig Durchfluss, sein Bett ist sandig bis schlammig und von feinkörnigem Gesteinskies überlagert, stellenweise haben Sickerquellen im Wald am Unterhang kleine Kalksinter-Polster erzeugt. Teilabschnitte des Bachlaufes zeigen eine frühere Begradigung an, aus welcher der Bach aber inzwischen wieder pendelnd ausgebrochen ist. Auf seinem letzten Stück in der offenen Flur der Seewiesen ist der dort etwa einen Meter breite, sich leicht windende Bach teilweise von einer Baumgalerie aus Erlen und Weiden begleitet.

### Einzugsgebiet
Der Seebach hat ein etwa 0,9 km² großes Einzugsgebiet. Es liegt, naturräumlich gesehen, im Unterraum Burgberg-Vorhöhen und Speltachbucht der Schwäbisch-Fränkischen Waldberge. Der höchster Punkt liegt an der Südostecke auf der bis zu 511,6 m ü. NHN reichenden flachen Hochebene des Hackenbergs.
Das Gebiet ist fast ganz mit Wald bedeckt, das weniger als ein Zehntel offener Fläche liegt mündungsnah in den Seewiesen und vorwiegend links am Unterhang über diesem sowie in geringerem Maße als schmaler Streifen rechts auf der Hochebene des Sporns Neuberg.
Reihum grenzen die Einzugsgebiete folgender Nachbargewässer an:
- Im Norden liegt jenseits des Neuberg-Sporns die Klinge des anderen Echtbach-Oberlaufes Hilpertsklingenbach;
- anschließend im Norden und im Osten nimmt ein anderer Seebach den Abfluss des flacher einfallenden Abhangs zur anderen Seite auf, der in den Buchbach mündet;
- an der Südostseite konkurriert der am Ostabhang des Hackenbergs entstehende Buchbach selbst, der rechte Oberlauf des Jagst-Zuflusses Speltach;
- hinter der langen südlichen Wasserscheide auf der schmalen Hackenberg-Hochebene fließt der nur kleine Zuflüsse von rechts aufnehmende Lanzenbach westwärts zur Bühler, die weiter abwärts dann auch den Echtbach-Vorfluter Aalenbach aufnimmt.

Etwas über die Hälfte der Fläche des Einzugsgebiets im Nordosten mit dem Neuberg-Sporn und dem überwiegenden Teil des Hackenberg-Hanges auf der anderen Seite des Oberlaufs liegt im Gebiet der Gemeinde Frankenhardt; hierin steht auch der heute (2020) unbewohnte Wohnplatz Neuberg auf dem gleichnamigen Bergsporn. Der übrige Teil ohne jeden Siedlungsplatz und mit nur dem Unterlauf des Seebachs gehört zum Stadtgebiet von Vellberg.

### Zuflüsse und Seen
Liste der Zuflüsse und  Seen von der Quelle zur Mündung. Gewässerlänge, Seefläche, Einzugsgebiet und Höhe nach den entsprechenden Layern auf der Onlinekarte der LUBW. Andere Quellen für die Angaben sind vermerkt.
- Durchfließt auf etwa 404 m ü. NHN einen Stauteich, unter 0,2 ha.
- (Bach vom Hackenberg), von links und Süden auf etwa 400 m ü. NHN gegenüber dem vorderen Sporn des Neubergs unterhalb des Schuttkegels der Burgruine Neuberg auf der Spornhöhe, 0,6 km und unter 0,1 km². Entspringt auf etwas über 480 m ü. NHN einer Quelle am oberen Hang des Hackenbergs.

## Geologie
Der Seebach entspringt und mündet im Gipskeuper (Grabfeld-Formation), der im zentralen Teil des Tales durchweg ansteht. Rechtsseits darüber auf der bis etwa 464 m ü. NHN hohen und kaum zur Spitze hin einfallenden schmalen Hochebene des Neuberg-Sporns liegt ein schmaler Streifen Schilfsandstein (Stuttgart-Formation), der an der gegenüberliegenden Talseite am Mittelhang des Hackenbergs ebenfalls ausstreicht. Dort steigt der Hang dann allerdings über die Oberen Bunten Mergel (Mainhardt-Formation) weiter an bis zu einer schmalen, aber wiederum sehr flachen Hochebene im Kieselsandstein (Hassberge-Formation) mit einem Höhenmaximum von 511,6 m ü. NHN.

### LUBW
Amtliche Online-Gewässerkarte mit passendem Ausschnitt und den hier benutzten Layern: Lauf und Einzugsgebiet des Seebachs

Allgemeiner Einstieg ohne Voreinstellungen und Layer: Daten- und Kartendienst der Landesanstalt für Umwelt Baden-Württemberg (LUBW) (Hinweise)
1. 1 2 3 4  Höhe nach dem Höhenlinienbild auf dem Hintergrundlayer Topographische Karte.
2. 1 2  Länge nach dem Layer Gewässernetz (AWGN).
3. 1 2  Einzugsgebiet abgemessen auf dem Hintergrundlayer Topographische Karte.
4. ↑  Natur teilweise nach dem Layer Biotop.
5. ↑  Höhe nach grauer Beschriftung auf dem Hintergrundlayer Topographische Karte.
6. ↑  Seefläche nach dem Layer Stehende Gewässer.

### Andere Belege
1. ↑  Verschüttung des Bachs vom Hackenberg herab nach eigener Beobachtung.
2. ↑  Wolf-Dieter Sick: Geographische Landesaufnahme: Die naturräumlichen Einheiten auf Blatt 162 Rothenburg o. d. Tauber. Bundesanstalt für Landeskunde, Bad Godesberg 1962. → Online-Karte (PDF; 4,7 MB)
3. ↑  Geologie nach den Layern zu Geologische Karte 1:50.000 auf: Mapserver des Landesamtes für Geologie, Rohstoffe und Bergbau (LGRB) (Hinweise). Ein ähnliches Bild bietet die unter → Literatur aufgeführte geologische Karte nur für den südlichen Teil des Einzugsgebietes.